# Cavalls en l'edat mitjana
Els cavalls en l'edat mitjana representen un dels animals més importants del període, tant per ser les muntures dels cavallers, figura clau de l'edat mitjana, com pel seu valor econòmic. Els cavalls van incrementar el seu paper durant els segles medievals respecte l'edat antiga a diferents pobles euroasiàtics i es va anar produint una diferenciació entre races segons la funció per a la qual s'emprava l'animal. Al mateix temps, van introduir-se millores tècniques en els estris per muntar-lo que van permetre millorar-ne l'eficàcia. Tots aquests factors van contribuir que el cavall ocupés un lloc fonamental en l'imaginari medieval.

## Cavalls per a la guerra
El cavall de guerra va esdevenir una arma fonamental per als combats a camp obert, si bé la major part de la guerra medieval es produïa en llargs setges de ciutats. Durant l'alta edat mitjana s'usaven sobretot els cavalls lleugers, hereus de l'antiguitat, que proporcionaven velocitat al genet, qui d'aquesta manera podia desplaçar-se pel camp de batalla i abatre els seus enemics fins a acabar en un combat cos a cos. Posteriorment permetien el replegament ràpid i el transport fins a un lloc segur o el proper punt calent. La cavalleria pesant va fer-se més present a la baixa edat mitjana, quan es necessitaven animals forts per suportar el pes de les armadures, cada cop més completes, dels guerrers. Posteriorment també els animals es van protegir amb una testera i una lloriga. Els mateixos cavalls servien d'arma, ja que mossegaven i donaven coces als cavalls enemics o als soldats, sovint després de rebre cops amb els esperons, elaborats amb metalls i acabats en punxes doloroses.

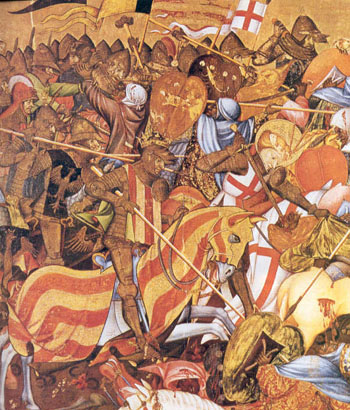
Lluita on els cavallers s'imposen sobre la infanteria

El destrer era el cavall de guerra més comú, ja que era àgil apart de robust i d'una mida major que altres equins. El corser era el segon tipus més utilitzat, d'un cost menor que l'anterior. Els merovingis i els àrabs van ser els introductors de les principals races de cavalls de guerra i la Península Ibèrica un dels principals indrets de criança, per després comerciar-los per tot Europa. Els manescals eren els encarregats de tenir cura dels animals entre combats. Seleccionaven els exemplars més aptes per als seus senyors i actuaven com veterinaris. Durant el feudalisme, els nobles exigien als camperols de les seves terres aliment per als seus cavalls mentre viatjaven camí de la guerra i fins i tot a serfs d'altres senyors, font freqüent de conflictes. Un noble poderós podia tenir fins a cinc cavalls de batalla diferents, a part dels animals per a usos domèstics, amb la qual cosa s'incrementava el preu del seu manteniment. Hi ha constància d'un augment de la talla mitjana dels animals amb el pas del temps, perquè se seleccionaven els encreuaments que donaven peu a cavalls més alts, per dominar millor els enemics enmig del combat, però les seves mesures exactes continuen sent objecte de polèmica.
Diversos pobles usaven els cavalls per a batudes ràpides de saqueig, que permetien robar botí o destruir una base enemiga i fugir ràpidament. En aquests casos es preferien els cavalls lleugers. Uns cavalls una mica més forts però no tant com els pesants van ser els preferits dels arquers, els quals van esdevenir cabdals per decidir el curs de la guerra a la baixa edat mitjana, com proven les victòries dels anglesos gràcies a l'arc llarg (longbow) o el terror de les tropes dels arquers a cavall dels mongols, armats amb arcs curts i compostos molt potents. Els arquers i cavallers d'atac ràpid usualment es desplaçaven sobre les seves muntures fins al lloc del combat, mentre que les tropes més completes podien optar pel transport en vaixell, com a les croades, malgrat el desgast que la immobilitat suposava per a les bèsties. La tarida catalana és una de les naus adaptades per al transport per mar de cavalls.

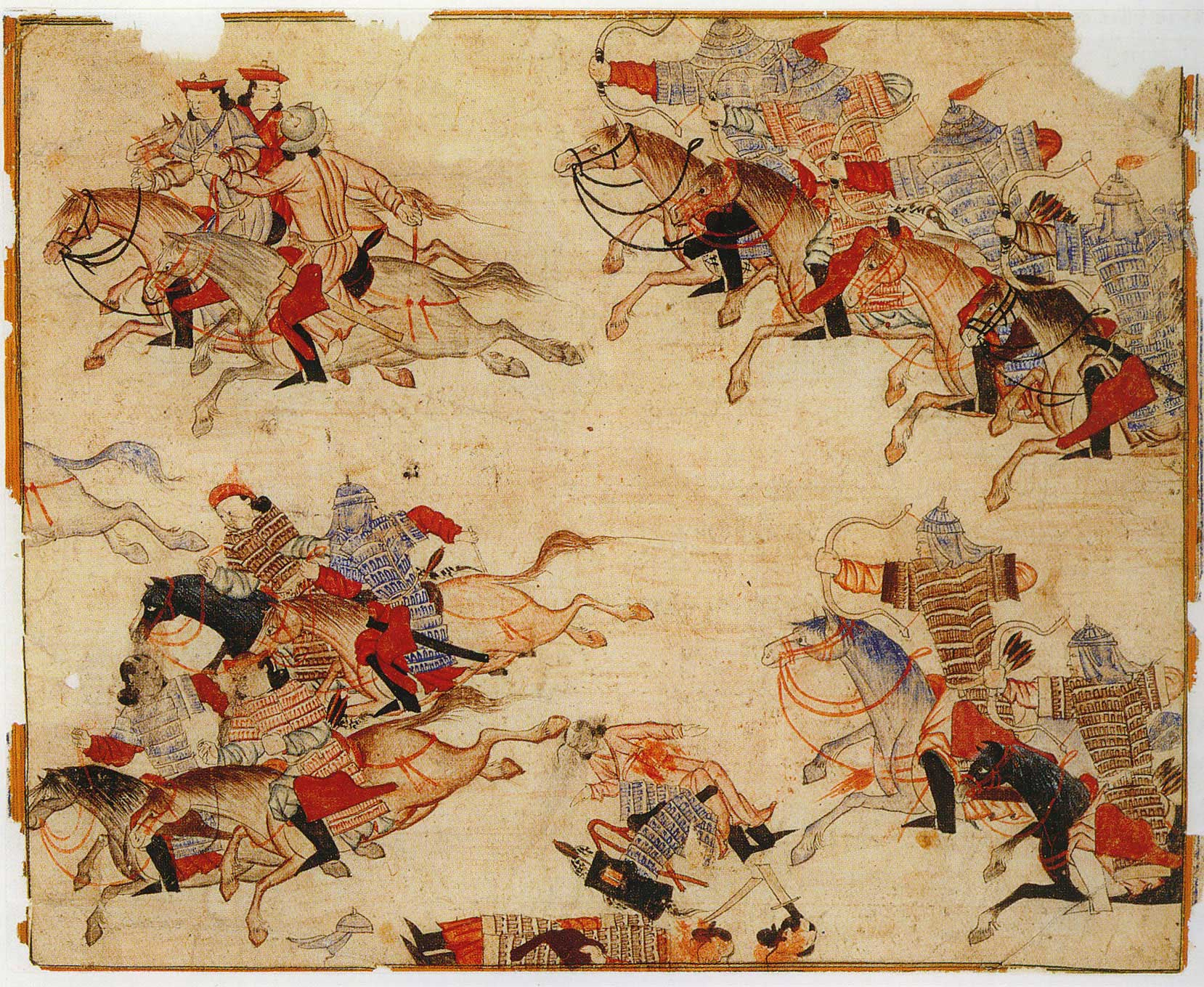
Mongols en atac a cavall

Un dels motius que explica el major ús dels cavalls a la guerra medieval és l'expansió de l'estrep. Inventat a la Xina, va arribar a Europa cap al segle viii. Els cavallers podien subjectar-se millor sobre el cavall, ja que podien fer força amb els peus a l'estrep i així podien alliberar parcialment o total les mans per subjectar les armes, com espases i destrals i empunyar-les amb força. Mentre aguantaven les regnes amb una mà, l'altra podia usar-se per clavar l'espasa a l'enemic o per tirar a terra un altre genet. En poder posar-se drets sense caure, els cavallers van aconseguir un avantatge sobre la infanteria, perquè combinaven la seva precisió amb la velocitat que aportava el cavall. Amb el temps es van desenvolupar noves tècniques de combat, perquè el cavaller podia girar cap a un cantó o un altre o fins i tot deixar anar momentàniament les regnes i realitzar maniobres arriscades sense caure. Determinats estudiosos afirmen que l'estrep també hauria ajudat a l'expansió del feudalisme, extrem contestat per altres historiadors en el que es coneix com a «polèmica de l'estrep».

## Cavalls per a l'oci
Els cavallers provaven el seu valor en justes, torneigs i jocs de canyes que emulaven els arts de la guerra però amb una finalitat esportiva i es van començar a celebrar a partir del segle xi. Les selles amb suport anterior van permetre que el cavaller s'aguantés millor i pogués usar la força per envestir amb la llança llarga. Servien per incrementar el prestigi dels participants, els quals sovint obtenien premis per la seva classificació apart de beneficis polítics com el favor dels nobles. Van esdevenir un lloc comú lligats a la seducció de la dama quan l'amor cortès va influir en l'ideal cavalleresc i els millors homes havien de ser tant valents com educats i detallistes. Als torneigs es combatia per la dama, indicant-ho amb un senyal com un mocador o una cinta a les llances, per mostrar en públic però sense atemptar contra el seu honor el servei que li prestaven. Aquests combats d'oci van aparèixer amb més i més freqüència a les novel·les de cavalleries i cavalleresques i es van practicar arreu d'Europa Occidental, incloent-hi les terres catalanes. Per exemple, el topònim barceloní de El Born fa al·lusió a les justes que s'hi celebraven. La fama d'aquestes justes va perdurar durant l'inici de la modernitat.
Els nobles es dedicaven a la caça per plaer i sovint ho feien muntats en cavalls. La falconeria era una de les modalitats més freqüents. Els palafrens o cavalls de sella eren els animals seleccionats per a la caça. Eren animals de menor qualitat que els cavalls de guerra i es caracteritzaven per la rapidesa i la longevitat. Tot i que menys habituals, també se celebraven curses de cavalls o cavalcades per plaer entre els nobles i en aquest cas solien triar-se els corsers. Aquestes competicions tenien la finalitat d'impressionar el públic amb la destresa del genet i la riquesa dels propietaris, per la qual cosa els animals anaven luxosament guarnits i portaven ben visibles els emblemes heràldics. Cap al segle xiv es va generalitzar l'ús del mos per frenar els cavalls i dirigir-los millor en aquestes exhibicions. En els passejos pel bosc i la caça les dones acompanyaven els seus pretendents o parents. Elles solien muntar de costat, per no fer malbé el vestit i perquè la postura amb les cames obertes es considerava poc decorosa. Per aquest motiu usaven selles especials i els seus desplaçaments eren més curts. Els escuders posaven graons o escambells per ajudar-les a pujar i baixar i combinaven la cavalcada amb el passeig en llitera o carro.

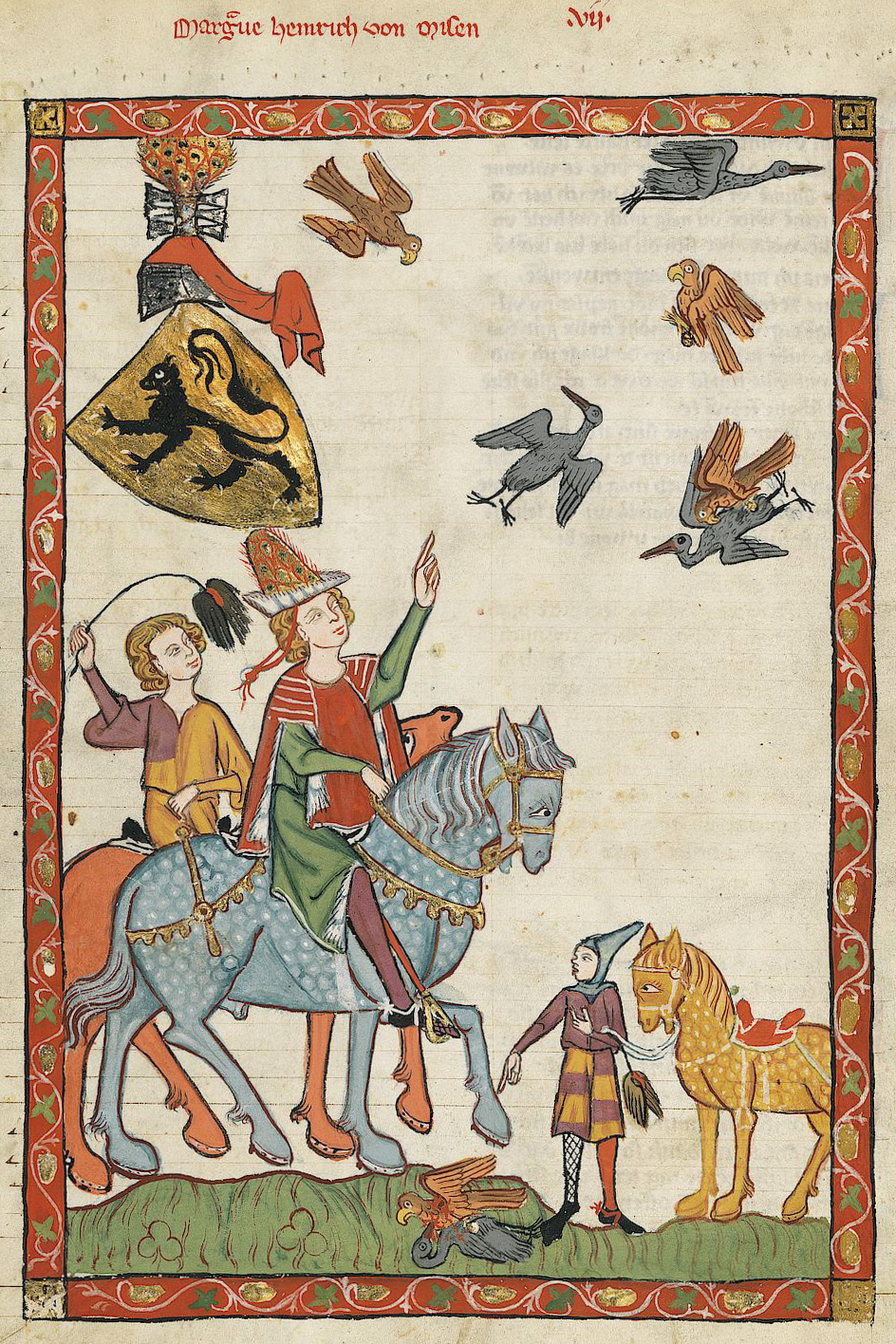
Imatge de caça amb cavall i falcons

Els monjos tenien fama de ser bons criadors de cavalls, sobretot els de l'Orde de la Cartoixa, que a l'edat mitjana tardana conservaven per escrit el llinatge de molts cavalls per assegurar-ne la qualitat als compradors nobles. Aquests documents han permès traçar la genealogia i modificacions conscients introduïdes als cavalls per fer-los més forts i ràpids. Abans no es consignaven els encreuaments de forma sistemàtica però sí existien tradicions orals, especialment entre els àrabs. Dins dels seglars, cal destacar el conestable, l'encarregat de les cavalleries d'un noble, que era qui tractava amb els criadors i organitzava els manescals, els serfs dels estables, els escuders i altres persones relacionades amb la cura dels cavalls. Igualment pactava amb altres conestables l'organització de torneigs i justes. A determinats llocs el nom va donar lloc a un grau militar, com a la Corona d'Aragó, on era el cap de l'exèrcit del rei.

## Cavalls per al transport
El transport a cavall era el preferit per a mitjanes i llargues distàncies a l'edat mitjana (tot i que alguns religiosos optaven per rucs o mules). Les classes baixes no podien permetre's pagar un cavall per al seu transport personal, luxe reservat per als estaments superiors, que eren també els que més es movien de casa. Els nobles i els seus servents es desplaçaven entre corts per motius diplomàtics i de control de terres, així com els pelegrinatges a llocs sants. Es muntava directament sobre el animal o bé se li feia tirar de vehicles especialment habilitats, on es protegien els cortesans i les seves pertinences. Diversos soldats armats protegien els combois quan una família poderosa es traslladava de residència o quan es cobraven els tributs de vassallatge. Aquestes comitives comptaven amb ornaments que demostraven la riquesa dels seus propietaris i es movien lentament, perquè estaven auxiliades per personal a peu. La inseguretat i incomoditat d'aquests viatges, però, aconsellaven limitar-los als casos imprescindibles i la majoria de transport es referia a un grup petit de genets que cavalcaven per transmetre ordres o notícies pels camins. Aquests escollien muntures ràpides i resistents, que poguessin resistir llargs trajectes fins a trobar llocs per a beure i descansar, fos als pobles o als rius.
Un avenç fonamental va consistir en la introducció massiva de la ferradura, creada segles abans però emprada sobretot a partir del segle viii, que permetia protegir els cascs de les potes dels cavalls. Això facilitava que poguessin córrer sobre terrenys humits i tous sense ferir-se. Aquesta innovació té origen controvertit, ja que hi ha precedents entre els romans i els gals, però els primers documents que esmenten ferradures com les contemporànies provenen del centre d'Europa. La producció de grans quantitats de ferradures, perquè es desgastaven o es desenganxaven, va fomentar que els ferrers viatgessin amb els combois dels nobles en temps de pau i de guerra. Els ferrers sovint combinaven l'artesania del ferro amb coneixements veterinaris. Les croades van ajudar a la seva expansió, ja que els soldats cristians van observar els avantatges dels cavalls ferrats per a llargs trajectes i van importar als seus països la seva utilització sistemàtica.
Una altra innovació que va afavorir el transport per cavall va ser el canvi en les selles de muntar. Des de temps romans, s'usaven selles de fusta rígides però a partir de la plena edat mitjana les selles amb arçó rígid feien el viatge més còmode per al cavall, ja que la seva esquena patia menys en repartir-se el pes del genet d'una manera més uniforme. Això va augmentar les distàncies que podien recórrer sense aturar-se. A més a més, va facilitar la incorporació d'alforges als laterals, de forma que es podia carregar directament sobre el cavall part de l'equipatge. Les selles combinaven diversos materials i els petits comerciants van incloure'ls com a part de la seva feina quotidiana, una feina que també era exercida per dones, especialment en les tasques lligades al tèxtil com la roba que tapava les selles.
No seria fins al segle xv que començarien a establir-se sistemes de cavalls de posta, on una persona podia llogar un cavall, amb carro o sense, per fer un trajecte curt i canviar-lo per un animal descansat en unes postes establertes com a fites de la seva ruta. El cavall primer era retornat al punt de partença o bé era utilitzat per un altre genet temps després, de manera que es creava un circuit tancat. Les fondes i paradors van florir gràcies a aquest sistema, que va coincidir amb la millora dels camins, molt precaris durant l'edat mitjana.

## Cavalls per a l'agricultura
Durant l'edat mitjana es van generalitzar la rotació triennal dels conreus i l'arada, tirada per bous i cavalls. A partir del segle IX la rella de l'arada es fabricava de ferro i això va permetre remoure millor la terra i aconseguir millors collites. La collera ajudava als animals a tirar de les eines i així terrenys abans erms van tornar-se en aptes per al conreu. Els cavalls realitzaven la seva feina i van convertir-se en els animals hegemònics per als camperols que podien pagar-los. Es podien agrupar en tirades de fins a quatre animals per manejar arades més grosses o rascles, un animal darrere l'altre i amb les colleres ben lligades per repartir el pes entre tots ells. Podien arribar a arrossegar fins a 600 kg. Els cavalls d'ús agrícola eren de menor qualitat que els militars i se'ls anomenava de sang freda, per ser mansos i resistents. La rotació de conreu solia destinar cada tres anys una parcel·la a plantes farratgeres amb què s'alimentaven els cavalls i el bestiar de les granges.

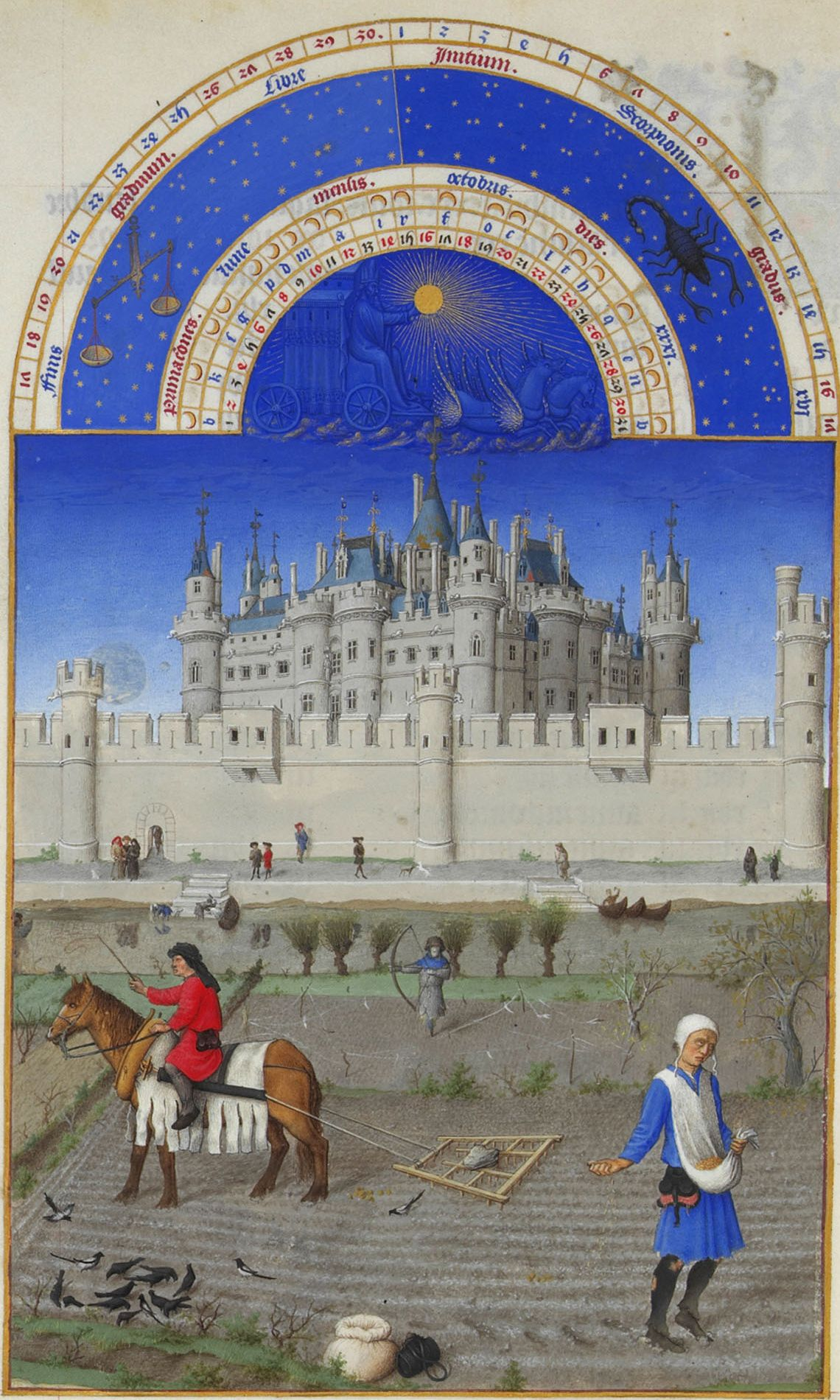
Llibre d'hores amb il·lustració d'una arada simple tirada per cavall

Al camp també s'usava el cavall per moure el molí. L'animal es lligava a la roda i se'l feia caminar. Quan arrossegava la pedra, aquesta molia el gra i se'n podia obtenir farina. També es podia obtenir oli del premsat, tot i que era menys freqüent. De vegades el molí era comunal, perquè tant la màquina com l'animal tenien un preu excessiu per a ser assumit per una sola família i es decidia quant havia d'aportar cada llar i quant en podia gaudir. El molí de sang, anomenat així per la tracció animal, era complementari del molí d'aigua, més comú a terres valencianes, i del de vent, icònic de Castella. La cura de l'animal dels molins de sang podia estar a càrrec d'un propietari que el llogava al poble o bé dependre d'un grup de persones.
Innovacions com el pitral i les colleres millorades que van substituir el jou no solament van incrementar l'eficiència en el treball dels animals sinó que van millorar la seva qualitat de vida, en evitar lesions i ferides. D'aquesta forma, els cavalls duraven més anys. La seva cura era compartida per homes i dones, ja que combinava aspectes del bestiar, com l'alimentació, usualment tasca femenina, amb tasques agrícoles de força física. Quan ja no era útil, se sacrificava i la carn es venia al mercat o es repartia entre els veïns a canvi d'altres favors. Aquesta menja, tanmateix, no era freqüent, ja que es preferia mantenir els animals vius, per tal que poguessin prestar més servei. Per això els grangers aprenien tècniques guaridores i preferien vendre el cavall per a feines menys feixugues abans del sacrifici final. L'església va prohibir la ingesta de carn de cavall en algunes zones perquè recordava les cerimònies de sacrifici paganes on es menjava carn de cavall per assolir la seva força, ritus que va ser vist com a antagònic a la comunió, que donava força espiritual veritable.

## El cavall a la cultura medieval
El cavall va esdevenir un animal central a la cultura medieval i com a tal va desenvolupar una rica simbologia i una forta presència a les arts. Com que els animals eren molt cars, la seva cura prenia molta atenció als servents encarregats d'ells. Els avenços mèdics no sempre eren suficients per poder guarir-los i es va desenvolupar la hipatria, una doctrina que combinava veterinària i màgia per protegir-los. Així, s'han trobat estris i descripcions de com aplicar sagnies, procediment usual per "netejar la sang" d'un animal malalt, mètode que també s'aplicava als humans. El tractat àrab Nâçerî conté instruccions precises per a la seva aplicació i va ser força popular a les darreries de l'edat mitjana. S'aplicaven conjurs, com els continguts a De medicina Equorum, de Jordanus Ruffus (segle xiii), que es combinaven amb cataplasmes per als problemes musculars o ferides lleus i hi havia oracions especials per desitjar el restabliment d'una euga jove.
La literatura medieval exaltava el cavall com a complement del guerrer i les cançons de gesta inclouen els noms de cavalls que s'han fet cèlebres, com Babieca, el cèlebre cavall del Cid. De fet, tant el nom del cavall com el de l'espasa eren atributs dels cavallers lloats com a herois pels joglars i escriptors medievals. Aquests herois traspassaven part de les seves virtuts a les seves muntures, que així mostraven valor en combat i intel·ligència per acompanyar el seu amo a la victòria. Un determinat cavall, usualment amb el pelatge blanc, era símbol de poder màgic per al seu genet, probablement per associació amb el Pegàs clàssic. D'allà va evolucionar la figura de l'unicorn, primer un monstre i després una criatura benèfica, enviada per Crist. Apareix domesticat per donzelles o per la Verge a nombroses pintures. Per contra, el cavall negre com la nit és sovint muntura d'enemics o cavallers misteriosos que alteren l'ordre establert, en la dicotomia negre-blanc habitual d'Occident.
Uns cavalls que hereten part d'aquesta alternança són els quatre genets de l'Apocalipsi, que van ser ben populars durant el mil·lenarisme, un moviment que propugnava que la fi del món succeiria l'any 1000 i aniria precedida de desastres com els anunciats a la Bíblia. Una psicosi similar es va estendre quan va esclatar la Pesta Negra, que molts veien com el primer dels càstigs divins que anticiparien una hecatombe global. Nombroses persones afirmaven haver tingut visions amb cavalls apocalíptics, que es presentaven sense genet o guiats per espectres. Visions similars estaven associades amb íncubes que venien a seduir les dones mentre dormien i engendraven criatures maleïdes (com el mateix Merlí artúric segons algunes versions). Tot i que l'animal predilecte per a encarnar el dimoni era la cabra, alguns tenien potes o aspecte de cavall, reforçant el caràcter bestial del sexe prohibit propiciat pel dimoni.

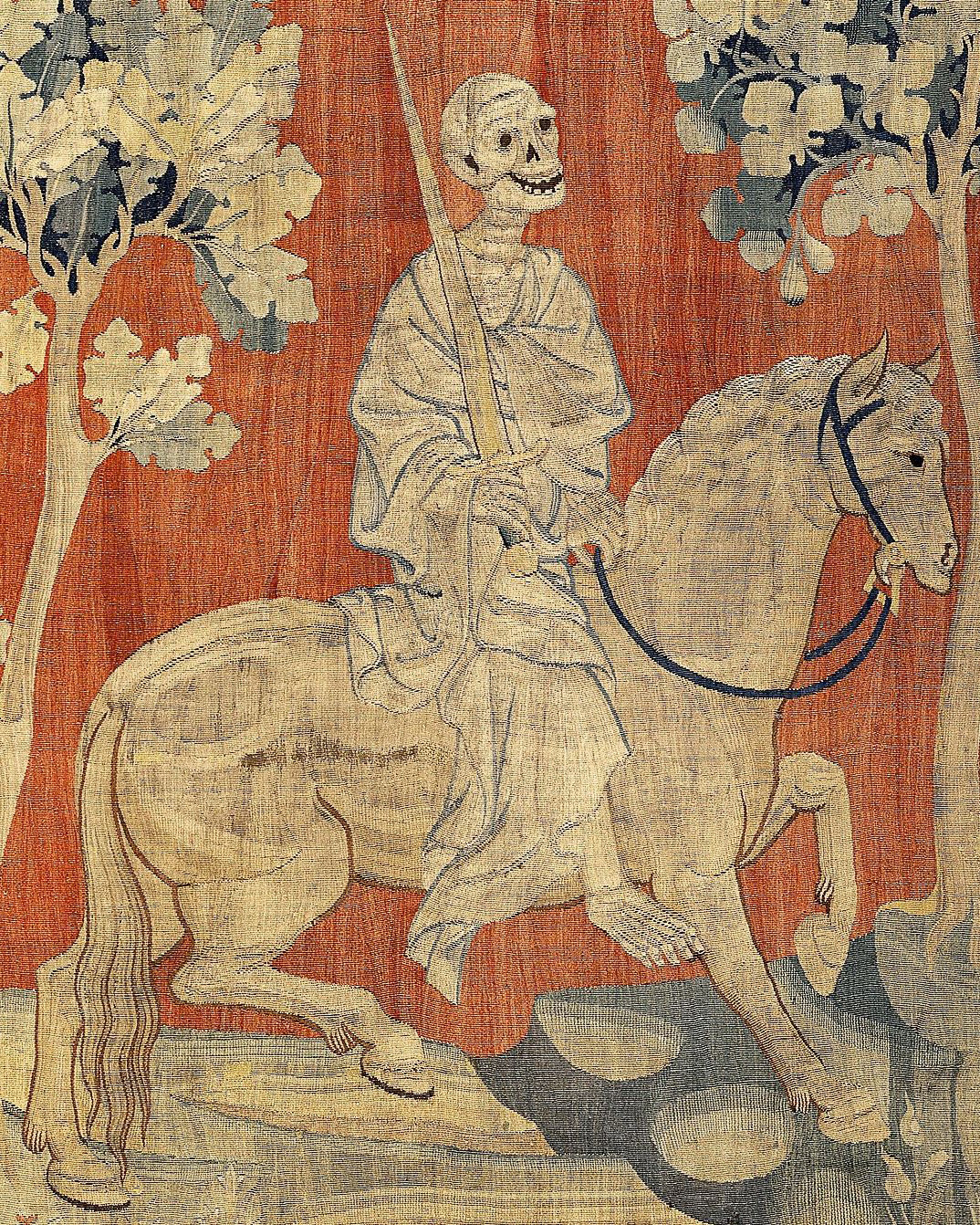
Genet de l'Apocalipsi convocat per la Pesta Negra

L'església no sempre tenia una imatge favorable dels cavalls, malgrat la seva utilitat. De vegades els associava al dimoni i a ritus pagans que havien perviscut i per això insistia en el seu caràcter animal, sense ànima. Els ritus d'origen celta on la nit de Sant Joan se saltava sobre el foc amb disfresses de cavall, per exemple, continuaven vius malgrat la cristianització. En zones germàniques es considerava que permetia visitar el regne dels morts. Per això es va fomentar el lligam amb la foscor, eren bèsties violentes com provaven els cavalls de guerra. A més a més, a diverses llegendes cavalls emergits de la nit provocaven la gent perquè es pugés al seu llom i partien cap a mons malèfics. Per acabar, alguns predicadors alertaven que el cavall era signe d'orgull, i la supèrbia era un pecat capital.
Això no va ser impediment perquè la iconografia consagrés les imatges de certs sants associats al seu cavall, com Sant Jordi, que va esdevenir símbol dels cavallers cristians, com els que lluitaven a la Reconquesta o les croades, on se substituïa el drac (animal maligne per les escates - com la serp - i que sovint escopia foc com un diable) pels musulmans derrotats, o bé Sant Martí de Tours, molt popular durant tota l'edat mitjana. Amb el temps, es va acceptar el paper predominant del cavall i va ser incorporat a les celebracions religioses, com la tradició catalana dels Tres Tombs. A part dels sants, el cavall té una forta presència a les arts plàstiques, tant en escenes que representen la vida quotidiana, com les feines del camp, com les que descriuen batalles famoses. Així, apareix a pintures, tapissos i vitralls durant tot el període medieval. En canvi es va perdre l'estàtua eqüestre clàssica i només alguns monarques tardans apareixen esculpits a cavall. La funció religiosa de l'art en una societat teocèntrica explica aquest descens de les estàtues eqüestres: la majoria d'art estava destinat a explicar el cristianisme i les excepcions eren les escenes de caràcter realista que s'inserien a cròniques o complementant llibres sobre els mesos de l'any, per exemple.
El cavall solia lligar-se amb valors positius dins la mentalitat general. Eren considerats animals nobles, forts, valents i treballadors, una sublimació de les virtuts que tenien a la seva feina i dels cavallers que prenien nom d'ells. Malgrat aquesta imatge, en heràldica no són freqüents durant l'edat mitjana, on altres animals ocupen els blasons i escuts. No serà fins al renaixement que comencin a aparèixer les seves efígies com a símbols heràldics. Aquesta paradoxa (presència freqüent en les imatges de totes les arts però no als escuts) no ha estat explicada de manera satisfactòria pels estudiosos.
A l'acabament de l'edat mitjana es va començar a imposar un tipus de pena de mort on els cavalls tiraven en direccions oposades fins a produir l'esquarterament de la víctima. Dins del món penal, també tenien un paper destacat en els judicis per combat, que podien ser a peu o muntats i on dos campions (fossin o no els implicats en l'afer) dirimien qui tenia raó amb una lluita. El perdedor estava obligat a satisfer els desitjos del vencedor, considerat innocent en cas de ser l'acusat o l'agreujat amb dret a reparació en cas contrari. Aquests combats són el precedent dels duels posteriors.